# ان‌جی‌سی ۴۰۰
ان‌جی‌سی ۴۰۰ (انگلیسی: NGC 400) ستاره‌ای در صورت فلکی ماهی است و در ۳۰ دسامبر ۱۸۶۶ توسط رابرت بال کشف شد.